# Lekkoatletyka na Letnich Igrzyskach Olimpijskich 1932 – chód na 50 km mężczyzn

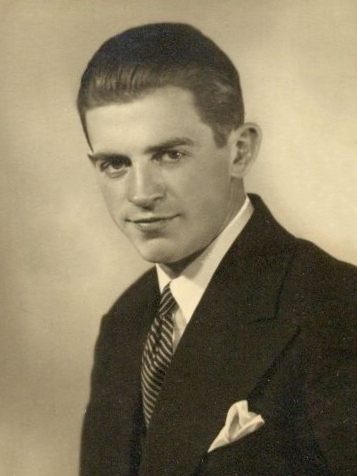
Wicemistrz olimpijski Jānis Daliņš

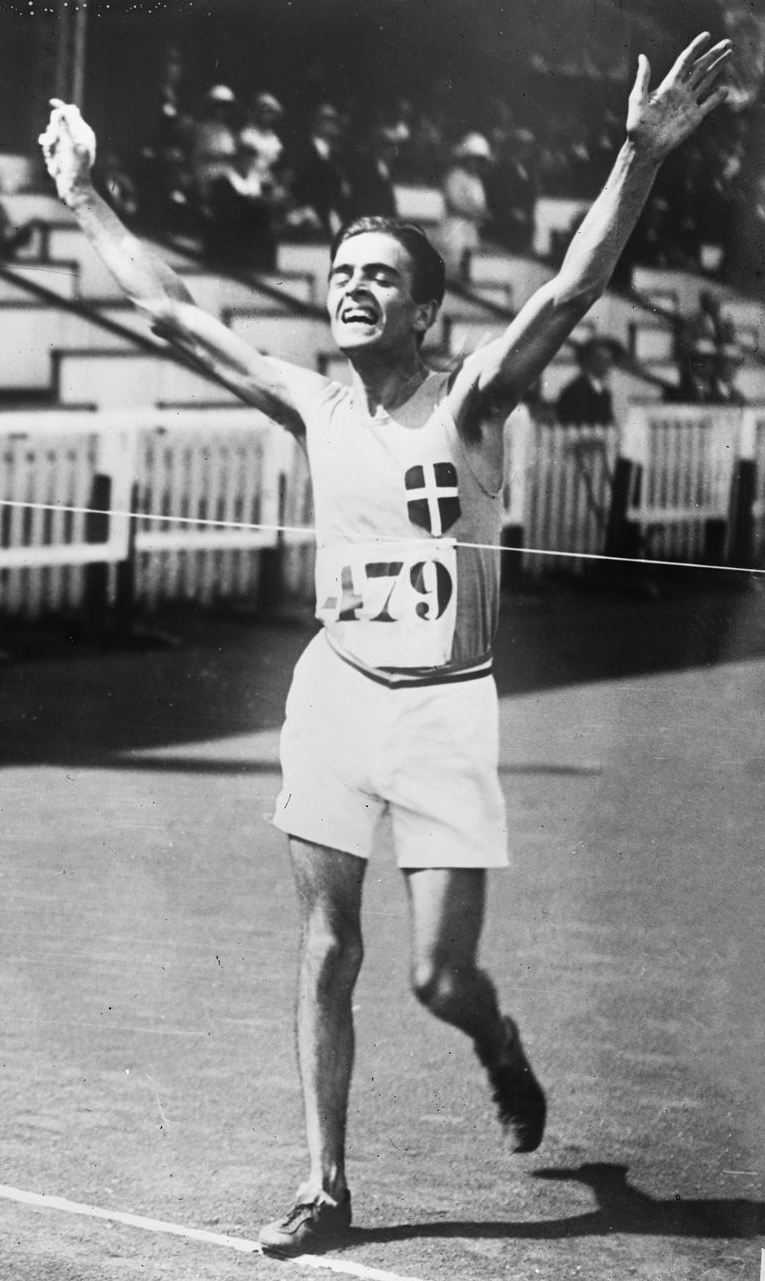
Brązowy medalista Ugo Frigerio

Chód na 50 kilometrów mężczyzn – jedna z konkurencji rozegranych podczas igrzysk olimpijskich w 1932 w Los Angeles. Konkurencja ta została po raz pierwszy na igrzyskach olimpijskich. Odbyła się 3 sierpnia 1932. Zwyciężył reprezentant Wielkiej Brytanii Thomas Green.

## Rekordy
|               | Zawodnik          | Wynik   | Miejsce | Data                      |
| ------------- | ----------------- | ------- | ------- | ------------------------- |
| Rekord świata | Romano Vecchietti | 4:30:22 | Padwa   | 21 października 1928(dts) |

## Terminarz
| Data            |       | Godzina |
| --------------- | ----- | ------- |
| 3 sierpnia 1932 | Finał | 14:30   |

## Rezultaty

### Finał
| Pozycja | Zawodnik            | Państwo           | Czas    |
| ------- | ------------------- | ----------------- | ------- |
| 01 !    | Thomas Green        | Wielka Brytania   | 4:50:10 |
| 02 !    | Jānis Daliņš        | Łotwa             | 4:57:06 |
| 03 !    | Ugo Frigerio        | Włochy            | 4:59:59 |
| 4.      | Karl Hähnel         | Niemcy            | 5:06:06 |
| 5.      | Ettore Rivolta      | Włochy            | 5:07:39 |
| 6.      | Paul Sievert        | Niemcy            | 6:16:31 |
| 7.      | Henri Quintric      | Francja           | 5:27:25 |
| 8.      | Ernest Crosbie      | Stany Zjednoczone | 5:28:02 |
| 9.      | Bill Chisholm       | Stany Zjednoczone | 5:51:00 |
| 10.     | Alfred Maasik       | Estonia           | 6:19:00 |
| –       | Henry Cieman        | Kanada            | DNF     |
| –       | Harry Hinkel        | Stany Zjednoczone | DNF     |
| –       | John Moralis        | Grecja            | DNF     |
| –       | Francesco Pretti    | Włochy            | DNF     |
| –       | Arthur Schwab       | Szwajcaria        | DNF     |
| –       | Yrjö Korholin-Koski | Finlandia         | DNS     |